# Wyspy w Brdyujściu

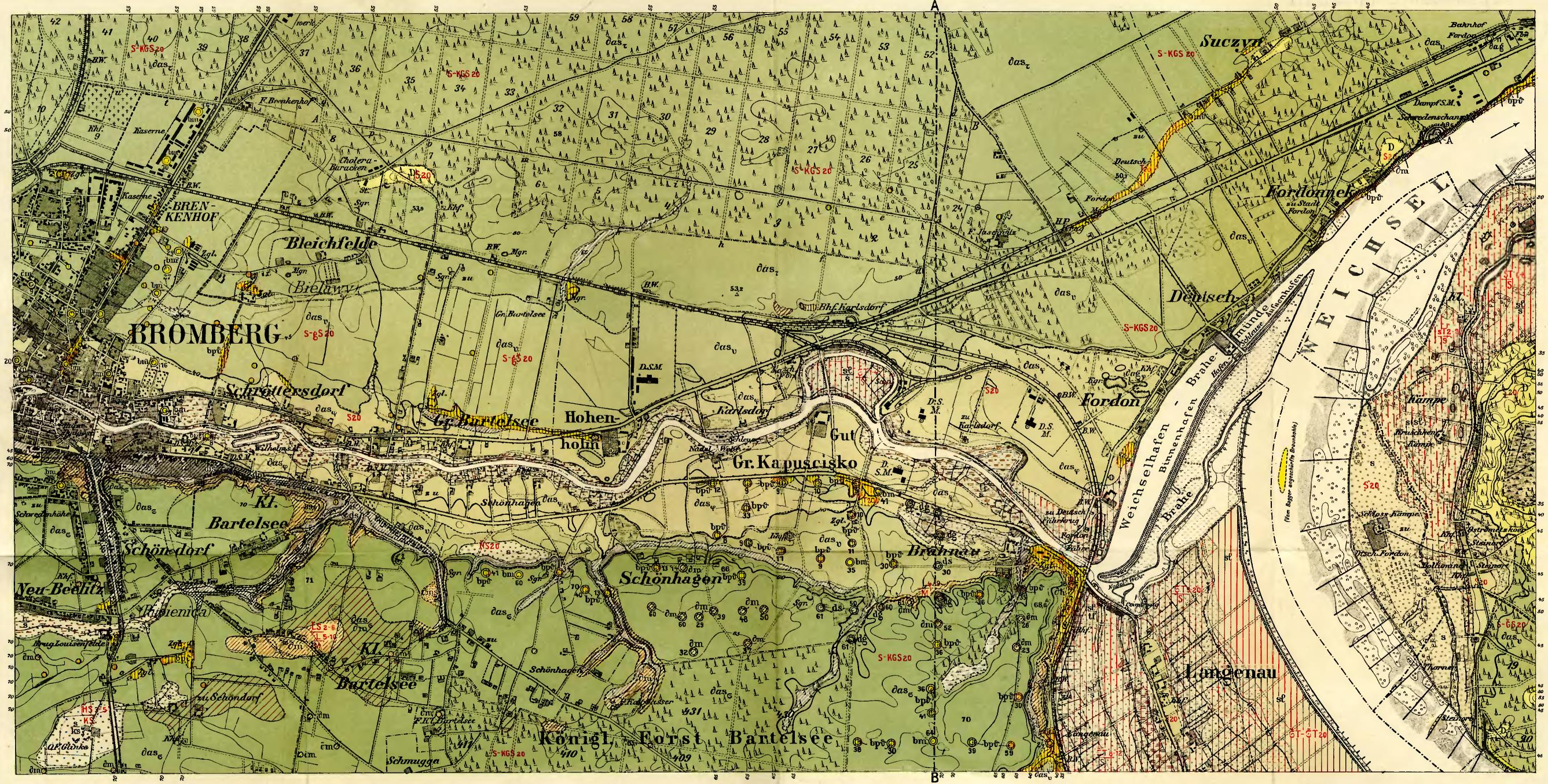
Wyspa widoczna na mapie z 1902 r. (Port Drzewny przed poszerzeniem)

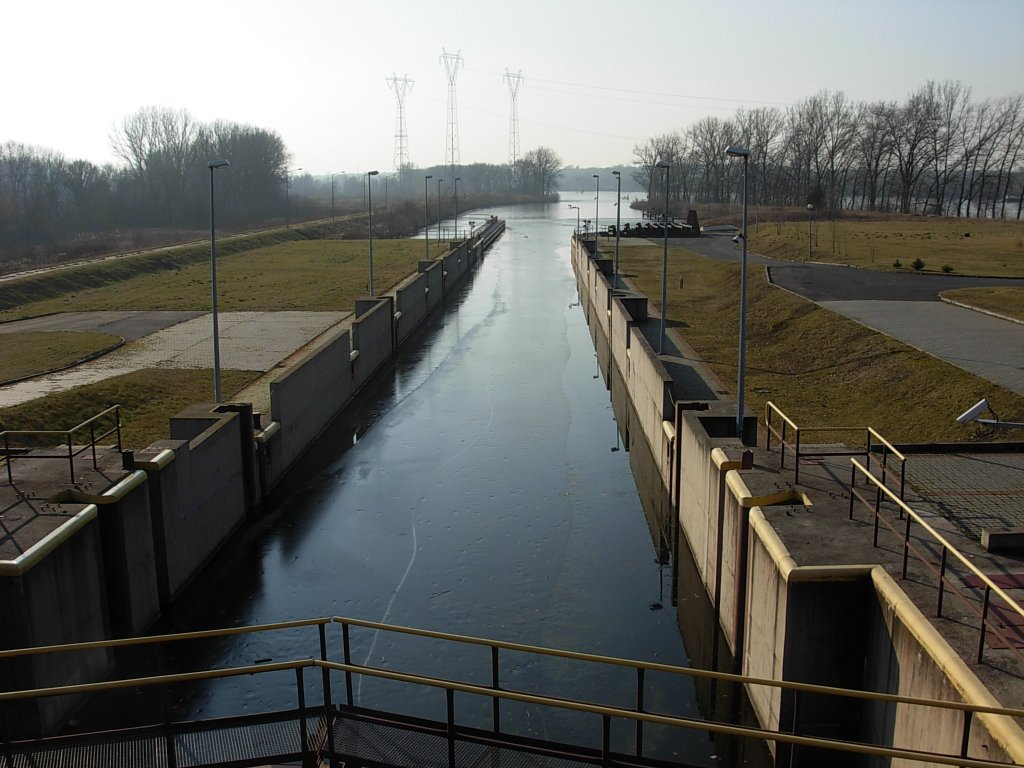
Śluza Czersko Polskie dzieląca dwie wyspy w Brdyujściu

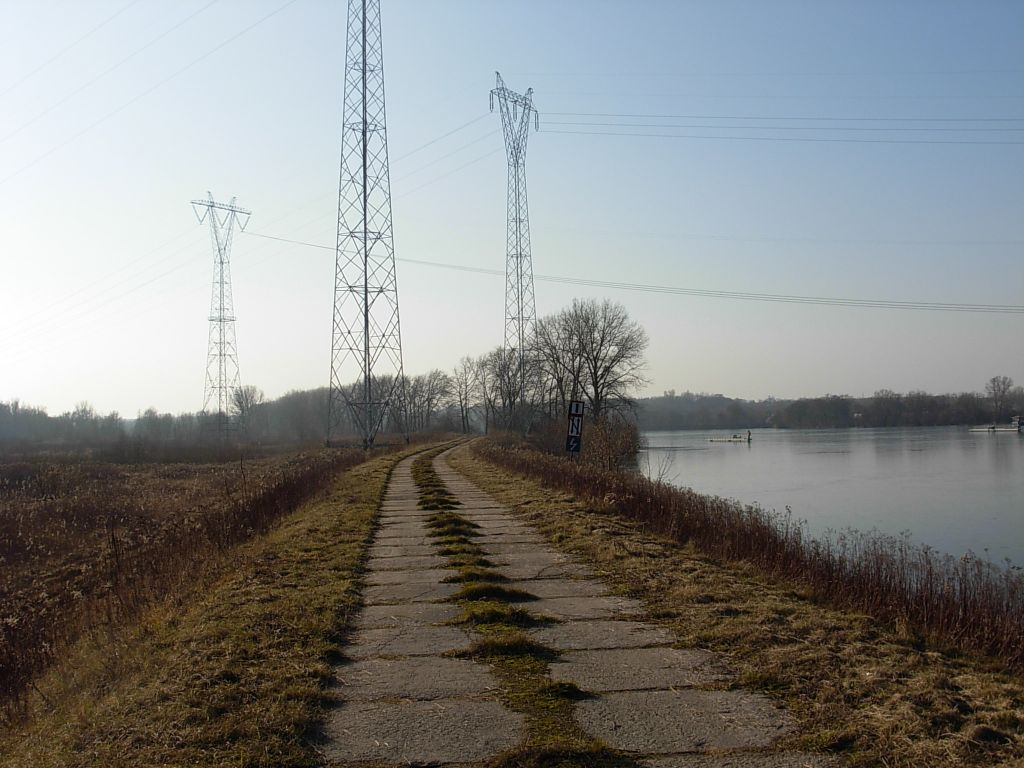
Droga techniczna

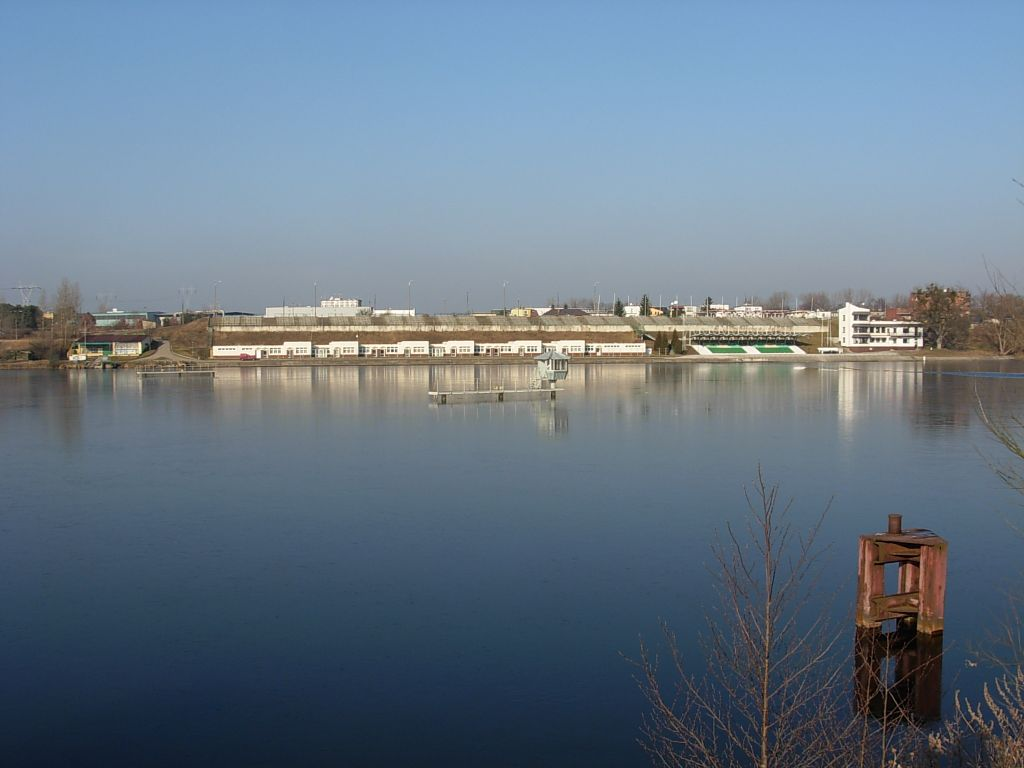
Widok z wyspy na trybuny i zaplecze toru regatowego

Wyspy w Brdyujściu – dwie wyspy rzeczne w Bydgoszczy, jedna o powierzchni ok. 40 ha (2650 m x 150 m) oraz druga o powierzchni 7,5 ha (920 m x 80 m), przedzielone kanałem prowadzącym do śluzy Czersko Polskie.

## Położenie
Wyspy są położone między Brdą a Wisłą, we wschodniej części Bydgoszczy, na osiedlu Brdyujście.

## Historia
W źródłach pisanych z XV-XVII wieku znajdują się informacje o wyspie Stara Dbrzyca (wzmiankowanej w 1431), która istniała na bagnistym terenie otaczającym ujście Brdy do Wisły. Wyspa ta została ufortyfikowana przez oddział 300 szwedzkich rajtarów podczas wojny w 1656 r. w celu kontrolowania ruchu na Wiśle. W maju tego roku doszło do potyczki oddziału szwedzkiego z wojskiem Stefana Czarnieckiego, w wyniku czego oddział nieprzyjaciela wycofał się. Wyspa ta w XVIII wieku przekształciła się w półwysep, a następnie zanikła.
Początek dzisiejszych wysp w Brdyujściu wiąże się z kanalizacją Brdy i budową Portu Drzewnego w pobliżu ujścia rzeki do Wisły. Dla wykonania tych prac powstało w 1875 r. Bydgoskie Towarzystwo Akcyjne Portu (niem. Bromberger Hafen-Aktiengesellschaft). Jego członkami byli m.in. kupcy drzewni, właściciele tartaków i tratew.
W latach 1877–1879 w pobliżu ujścia Brdy do Wisły wybudowano dwie śluzy i dwa jazy oraz wypełniono wodą akwen o powierzchni ok. 50 ha, którego poziom wody był podpiętrzony o 2,5 m względem średniego poziomu Wisły.
Z uwagi na konieczność oddzielenia Portu Drzewnego od Wisły, uformowano między nimi pas lądu o długości 3 km i szerokości 150 m, przecięty kanałami prowadzącymi od śluzy i jazu.
Od zachodu z wyspą graniczył Port Drzewny: wewnętrzny (w części południowej, przekształcony później w tor regatowy) i zewnętrzny (w części północnej), natomiast od wschodu kanał ujściowy Brdy (w części południowej) i rzeka Wisła (w części północnej).
Wzdłuż zachodniego brzegu wyspy usypano wał przeciwpowodziowy, którego koroną poprowadzono drogę techniczną.  Na południowym krańcu wyspy znajdował się jaz iglicowy, który w 1906 r. zastąpiono jazem walcowym wraz z niewielką elektrownią wodną. Przejście na wyspę było możliwe wyłącznie poprzez most na śluzie Brdyujście.
Po 1920 r. wewnętrzny Port Drzewny nie był już wykorzystywany w dużym stopniu do magazynowania tratew, co umożliwiło jego przekształcenie w tor do rozgrywania regat wioślarskich i kajakarskich. W dwudziestoleciu międzywojennym i po wojnie rozgrywano na nim wielokrotnie Wszechpolskie Regaty Wioślarskie (1920–1937 i 1945–1952 oraz sporadycznie w innych latach).
W 1924 r. w południowej części wyspy, na skarpie przylegającej do toru regatowego zbudowano drewniane trybuny dla widzów. Podczas regat wioślarskich o mistrzostwo Polski w 1924 r. zapełniła je 5-tysięczna rzesza publiczności, wśród gości był też prezydent Rzeczypospolitej Polskiej Stanisław Wojciechowski. Impreza wzbudziła podziw w kraju i za granicą, a prasa określała bydgoski ośrodek mianem „polskiego Henley”.
W związku z przyznaniem Bydgoszczy prawa organizacji Mistrzostw Europy w Wioślarstwie w 1928 r. trybuny te rozbudowano. W zawodach uczestniczyła największa liczba widzów (30 tys. w dwa dni), jaka kiedykolwiek oglądała w Polsce regaty wioślarskie.
Trybuny zostały spalone w 1945 r. przez żołnierzy radzieckich. Podczas przebudowy toru regatowego w latach 1956–1958 dokonano odwrócenia osi toru, w związku z czym trybun na wyspie nie odbudowano, lecz powstały one na przeciwległym brzegu akwenu.
W latach 80. XX w. w pobliżu południowego krańca wyspy rozbudowano małą elektrownię wodną „Mewat”, a w latach 90. XX w. elektrownia wybudowała własny jaz, który odciążył zabytkowy jaz walcowy.
W 1999 r. Regionalny Zarząd Gospodarki Wodnej w Gdańsku przystąpił do budowy śluzy, która miała zastąpić wysłużoną śluzę Brdyujście. W tym celu dokonano przekopu przez wyspę dzieląc ją na dwie części. W środkowej części kanału umieszczono śluzę Czersko Polskie.

## Współczesność
Obecnie wstęp na wyspy jest możliwy po uzgodnieniach z właścicielem terenu – Regionalnym Zarządem Gospodarki Wodnej w Gdańsku – Nadzorem Wodnym w Bydgoszczy. Przejście wiedzie po mostach nad śluzami: zabytkową „Brdyujście” i nowoczesną „Czersko Polskie”.
Plan Rewitalizacji i Rozwoju Bydgoskiego Węzła Wodnego przewiduje włączenie północnego fragmentu mniejszej wyspy w zabudowę największej w Bydgoszczy, dwupoziomowej mariny dla jednostek wodnych, zlokalizowanej w pobliżu nieczynnej śluzy Brdyujście.